# مسجد خضرة الشريفة
- مشهد خضراء الشريفة:
يقع هذا المشهد بالقرافة الكبرى جنوبي شرقي الفسطاط وعلي بعد ثلث ميل تقريباً من القباب السبع ().
ولقد قام المؤرخ المقريزي بتصنيفه ضمن المصليات التي بالقرافة الكبري قائلاً: «وكان في القرافة عدة مصليات ومحاريب منها مصلي الشريفة، وكان بدرب القرافة بحدرة الجباسين وخطة الصدف بناه أبو محمد عبد الله بن الأرسوفي الشامي التاجر سنة سبع وسبعين وخمسمائة» ().
ويقول عنه المؤرخ ابن الزيات: «وأنت مستقبل القبلة قاصداً إلي الخط المعروف بحارة العواتمة به تربة لطيفة علي شرعة الطريق بها قبر السيدة الشريفة الخضراء، ومعها قبر الشيخ علي الفاتي التكروري إمام الجامع وذكره ابن الملقن في طبقات الأولياء توفي سنة إحدى وسبعين وستمائة» ().
ويحدثنا ابن الزيات في موقع آخر عند ذكره للمسجد المعروف بمسجد الأقدام قائلاً:«وهو معروف بإجابة الدعاء، وهو واسع البناء يصعد إليه بدرج من الحجر والخط معروف به، وعند باب هذا المسجد من الجهة القبلية قبر السيدة الشريفة المعروفة بالخضراء، قال شيخنا إنها بهذا المكان، وقال بعضهم أنها في المكان السالف ذكره، والأصح ما قاله شيخنا» ().
ويتكون تخطيط هذا المشهد من مساحة مستطيلة تبلغ 30×20متر (شكل 13) وتقويه دعائم ساندة بأركانه الأربعة يبلغ كل منها 1.40 متراً، وتبرز عن سمت الجدران الخارجية بمقدار 0.36 متراً.(لوحة 45) ويبلغ ارتفاع المصلي ستة أمتار تقريباً، ويقع المدخل الرئيسي للمبني في الركن الشمالي الغربي منه ويبرز عن الواجهة بمقدار 5,5 متراً، ويؤدي إلي ردهة أولي تؤدي إلي ردهة ثانية بها بابان أحدهما معقود ويؤدي إلي الصحن (لوحة 46)، والثاني صغير (لوحة 47) ويؤدي إلي درج يصعدنا إلي غرفة صغيرة في الدور الثاني - اندثر معظمها الآن وربما كانت تعلوها مئذنة الجامع، وتبلغ مساحة الصحن 17,35 × 22.80 متر () (لوحة 48)
ومن خلال بقايا الأساسات الموجودة بالجانب الجنوبي الشرقي للصحن يتبين لنا تخطيط رواق القبلة لهذا المشهد والمكون من بلاطة واحدة مقسمة إلي ثلاث مساحات بواسطة دعامتين كبيرتين تتخذ كل منها شكل حرف (T)، وتشرف علي الصحن ببائكة ثلاثية أوسعها أوسطها، تميزت المساحة الوسطي بوجود المحراب الرئيسي للمشهد، وهو عبارة عن حنية عقدين متداخلين مدببين، وهو ذو مسقط نصف دائري، وعلي جانبيه محرابان صغيران بجوار كل منهما دخلتان، أما المساحتين الجانبيتين، فيشتمل جدار القبلة في كل منهما على محراب يتكون من حنية داخل مساحة مستطيلة معقودة بعقد مدبب. (لوحة 49) وكان يزخرف طاقية المحاريب زخارف كتابية منفذه بالجص إلا أنها اندثرت تماماً في الوقت الحالي (لوحة 50)، وربما كان يعلو المربع الأوسط قبة في حين غطيت المساحتان الجانبيتان بأسقف خشبية مسطحة، والتي تذكرنا بمشهد السيدة رقية تماماً ().
وهذا ومن الملاحظ أن جدران المشهد من الداخل قد غطيت بطبقة من الملاط، كما أنه قد استخدمت الحجارة في تشييد هذا الأثر سواء جدرانه أو الدعامات الخارجية الساندة لها أو كتلة المدخل بمشتملاتها في حين شيدت الأكتاف والدعامات الموجودة ببلاطة القبلة من الآجر.
انظر: ممدوح محمد السيد حسنين: المشاهد الفاطمية الباقية بالقاهرة، رسالة ماجستير غير منشورة، كلية الآثار - جامعة القاهرة، 2003 م، ص 144 - 145 .